# Telmo Carbajo
Telmo Carbajo Cavero (14 avril 1889 - 12 août 1948) était un joueur et entraîneur péruvien de football. 
Caractérisé par sa polyvalence, il évoluait au poste d'attaquant, mais a tour à tour été milieu de terrain, défenseur et gardien de but en plus de pratiquer d'autres sports comme le basket, le cricket et le baseball.

## Biographie
Surnommé Abuelito (« le papy »), Telmo Carbajo est la star indiscutée de l'équipe de Jorge Chávez N°1, championne du Pérou en 1913. Mais c'est avec un club de Callao qu'il sera pleinement identifié, l'Atlético Chalaco. En effet, après avoir pris sa retraite de joueur dans ce dernier club en 1928, il s'en octroie le championnat du Pérou de 1930 comme entraîneur.
Il aura l'occasion d'être le sélectionneur du Pérou lors du championnat sud-américain de 1935.
Il meurt le 12 juillet 1948. En guise d'hommage, le Club Atlético Telmo Carbajo porte son nom, de même que le stade Telmo Carbajo (es) à Callao, rebaptisé en 1949 en son honneur.

## Palmarès
| Jorge Chávez N°1 - Championnat du Pérou (1) : - Champion : 1913. |  | Atlético Chalaco - Championnat du Pérou (1) : - Champion : 1930. |